# 第272步兵師 (德國國防軍)
德國國防軍陸軍第272步兵師（德語：272. Infanterie-Division）是納粹德國國防軍陸軍的一個步兵師。該師於1943年12月組建。
該師組建後，一直在西線作戰。
該師最後於1944年9月改编。第272步兵師番號直到1945年德國投降再也沒有重新使用。

## 註腳
1. ↑  Mitcham（2007年）